# كأس رابطة الدول المستقلة 2009
كأس رابطة الدول المستقلة 2009 هو الموسم 17 من كأس رابطة الدول المستقلة. كان عدد الأندية المشاركة فيه 16، وفاز فيه نادي شريف تيراسبول.